# Judith Babirye
Judith Babirye es una música de góspel ugandés. Es una pastora senior "New Life Deliverance Church", en Makindye Division, en la parte sudeste de Kampala, capital de Uganda.

## Biografía
Babirye nació en Nyenga, Distrito de Buikwe, en la familia de los Mukooza. Concurrió al Nalinya Lwantale Primary School en Distrito de Luwero. Estudió en la Ndejje Senior School para su educación O-Nivel y en la 'Escuela Media Iganga por sus estudios de A-Level. Fue admitida a la Universidad Makerere, graduándose en 2001 con una licenciatura en Artes y Turismo.

## Música
Cuando estaba en Senior Dos en la Escuela Media Ndejje, Babirye ganó los festivales de composición musical en la que se encargó de componer el himno de la escuela. En Iganga, también compuso su himno escolar, desencadenando así su carrera musical. Su canción debut, "Beera Nange", ganó el Premio Pearl of Africa Music Awards al mejor simple de góspel en el 2006.
Ha tenido éxitos como "Wambatira", "Omusaayi gwa Yesu", "Ekitibwa kyo Mukama" y "Maama".

## Obra

### Discografía

#### Canciones
- Ampisizaawo
- Golokoka
- Wanonda
- Maama
- Wambatira
- Wanonda
- Beera Nange
- Eno Mbaga

#### Álbumes
- Beera Nange, 2006
- Yesu Asobola, 2007
- Nzijukira, 2008
- Wanjagala, 2011

## Galardones y reconocimientos
- Mejor simple góspel, "Beera nange", en 2006 Pearl of Africa Music Awards.[9]
- Álbum del Año en Victoria Gospel Music Awards (VIGA) 2007.[10]